# Доктор Айзенбарт

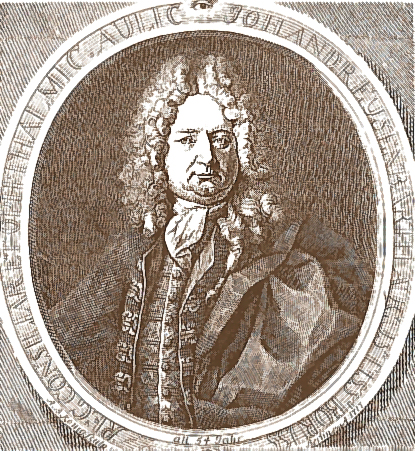
Иоганн Андреас Айзенбарт, 1717

Иоганн Андреас Айзенбарт (нем. Doktor Eisenbarth, Johann Andreas Eisenbarth, пер. с нем. Eisenbarth — Железная борода; 27 марта 1663, Оберфихтах — 11 ноября 1727, Ганноверш-Мюнден) — немецкий врач; популярная фигура в немецком фольклоре.

## Биография
Иоганн Андреас Айзенбарт родился в католической семье в Верхнем Пфальце, ныне в Баварии, его отец был также врачом. Учился медицине Айзенбарт в Бамберге. Затем, с 1685 года, практикует как странствующий врач. Айзенбарт переезжает из страны в страну, и при помощи в том числе и изобретённых им самим методов лечения и лекарств, приобретает известность. В 1689 году он оседает в Эрфурте и начинает именовать себя городским врачом. В 1703 году он покупает за 12 талеров магдебургское гражданство и переезжает в этот город, где продолжает заниматься целительством.
В 1716 году, после получения от короля Фридриха Вильгельма I разрешение практиковать в Пруссии, начинается взлёт его популярности. Доктор Айзенбарт, вместе со своей «свитой», в которую входили даже комедианты, следует из города в город, останавливается на базарных площадях, где лечит всех желающих. Благодаря шумному и безалаберному сопровождению и собственному крикливо-базарному поведению, доктор Айзенбарт становится юмористической фигурой в немецком народном творчестве, героем весёлых песенок, где Айзенбарт выставляется хвастливым лекарем-шарлатаном. Возможно, доктор Айзенбарт действительно ради саморекламы распускал о себе невероятные слухи, к примеру о том, как он лечил русского царя и турецкого султана.
В то же время доктор Айзенбарт был несомненно талантливым врачом, особенно искусным в лечении глазной катаракты, грыжи и удалении камней из мочевого пузыря. Лечение же ряда других заболеваний ему было запрещено, как странствующему врачу, законодательством того времени. Айзенбарт является также изобретателем некоторых хирургических инструментов; перед операцией он стерилизовал их над огнём.

## Посмертная слава
В немецких городах Оберфихтах, Бамберг, Фихтах, Магдебург и Мюнден в честь доктора Айзенбарта названы улицы и аллеи. В Мюндене, где он похоронен, именем доктора названа площадь перед ратушей и на улицах установлено немало его статуй.
На его родине, в городах Фихтах и Оберфихтах (с 1935), и в Мюндене (с 1950) проводятся ежегодные юмористические фестивали доктора Айзенбарта.
Доктору посвящена популярная у студентов начала XIX века застольная песня Ich bin der Doktor Eisenbart.
В 1952 году австрийским композитором Нико Досталем и либреттистом Германом Гермеке, была написана оперетта «Доктор Айзенбарт». Впервые поставлена 29 марта 1952 года в Нюрнберге.